# 진의로
진의로(Jinui-ro)는 경상남도 진주시 진성면 진성삼거리에서 문대삼거리에서 의령군 칠곡면 입암교차로를 잇는 도로이다.

## 주요 경유지
경상남도
- 진주시 (진성면 - 대곡면) - 의령군 (화정면 - 칠곡면)

## 노선 경로
| 이름        | 접속 노선                      | 경유지 | 경유지 | 비고 |
| ----------- | ------------------------------ | ------ | ------ | ---- |
| 진성삼거리  | 동부로                         | 진주시 | 진성면 |      |
| 동산교      |                                | 진주시 | 진성면 |      |
| 중촌삼거리  | 달음산로                       | 진주시 | 진성면 |      |
| 월강교      |                                | 진주시 | 대곡면 |      |
| (이름없음)  | 지방도 제1040호선 (마진한실로) | 진주시 | 대곡면 |      |
| 봉평교      |                                | 진주시 | 대곡면 |      |
| (이름없음)  | 남강로2438번길                 | 진주시 | 대곡면 |      |
| 광석삼거리  | 지방도 제1013호선 (남강로)     | 진주시 | 대곡면 |      |
| 설매삼거리  | 월암로                         | 진주시 | 대곡면 |      |
| 덕교        |                                | 의령군 | 화정면 |      |
| 덕교삼거리  | 지방도 제1040호선 (화정로)     | 의령군 | 화정면 |      |
| 불티재      |                                | 의령군 | 화정면 |      |
| 신포교      |                                | 의령군 | 칠곡면 |      |
| 칠곡교      |                                | 의령군 | 칠곡면 |      |
| 입암 교차로 | 국도 제20호선 (의령대로)       | 의령군 | 칠곡면 |      |

## 주요 건물 및 시설
- 경상남도 교육청 유아교육원 진주체험분원 (경상남도 진주시 진성면 진의로 160)
- 경남과학고등학교 (경상남도 진주시 진성면 진의로 178-22)
- 경남체육고등학교 (경상남도 진주시 진성면 진의로 178-27)
- 경상남도 교육청 과학교육원 (경상남도 진주시 진성면 진의로 178-35)
- 봉평마을회관 (경상남도 진주시 대곡면 진의로 960)
- 대곡초등학교 (경상남도 진주시 대곡면 진의로 970)
- S-OIL 황금주유소 (경상남도 진주시 대곡면 진의로 1052-1)
- 대곡파출소 (경상남도 진주시 대곡면 진의로 1065)
- 대곡우체국 (경상남도 진주시 대곡면 진의로 1090)
- 대곡면 행정복지센터 (경상남도 진주시 대곡면 진의로 1094)